# Gullbrandstorp
Gullbrandstorp is een plaats in de gemeente Halmstad in het landschap Halland en de provincie Hallands län. De plaats heeft 1435 inwoners (2005) en een oppervlakte van 105 hectare.